# Anthurium variegatum
Anthurium variegatum är en kallaväxtart som beskrevs av Luis Aloysius, Luigi Sodiro. Anthurium variegatum ingår i släktet Anthurium och familjen kallaväxter. Inga underarter finns listade.